# 電離層
|                          | 宇宙空間    |        |          |
|                          | 約10,000 km |        |          |
|                          | 外気圏      |        |          |
|                          | 800 km      |        |          |
|                          | 熱圏        |        |          |
|                          | 電離層      |        |          |
| (カーマン・ライン)       | (100 km)    |        |          |
|                          | 80 km       |        |          |
|                          | 中間圏      |        |          |
|                          | 50 km       |        |          |
|                          | 成層圏      |        |          |
|                          | オゾン層    |        |          |
| 11 km                    |             |        |          |
|                          | 対流圏      |        | 自由大気 |
| 1 km                     | 対流圏      |        |          |
|                          | 対流圏      | 境界層 |          |
| 0 km                     | 対流圏      |        |          |
| ※高度は中緯度の平均 / 表 |             |        |          |

電離層（でんりそう、英: ionospheric layer) あるいは電離圏 (でんりけん、英: ironosphere) は、地球の大気の層の一つ。

## 概要
| 昼間             | 夜間            |
| F2層 (220 - 800) | F層 (150 - 800) |
| F1層 (150 - 220) | F層 (150 - 800) |
| E層 (90 - 130)   |                 |
| D層 (60 - 90)    |                 |

地球を取り巻く大気の上層部にある分子や原子が、紫外線やエックス線などにより電離した領域である。この領域は電波を反射する性質を持ち、これによって短波帯などの電波を用いた遠距離通信が可能である。
熱圏に存在する窒素や酸素などの原子や分子は、太陽光線などを吸収する。そのエネルギーによって、原子は原子核の回りを回転する電子を放出し、イオンとなる。この現象を光電離という。この電離状態であるイオンと電子が存在する領域が電離層である。大気に入った紫外線などは、熱圏内で次々と原子や分子に吸収されていくため、繰り返し光電離が生じる。こうして熱圏内は電子密度の高い状態となっている。
電離層は熱圏および中間圏内（高度約60kmから500kmの間）に位置し、電子密度の違いによって、下から順にD層 (60km - 90km)、E層 (100 - 120km)、F1層 (150km - 220km)、F2層 (220km - 800km) の4つに分けられる。
上の層に行くほど紫外線は強く、多くの電離が生じるため電子密度は大きく、下の層は電子密度が小さい。夜間は太陽からの紫外線が届かないため、電子密度は昼間よりも小さくなる。このため地球全体を取り巻く電離層は均質な球状の層ではない。最下層のD層は、夜間には太陽からの紫外線があたらないため、電離状態を維持することができずに消滅する。また昼間はF1層とF2層に分裂するが、夜間には区別がなくなり一つのF層 (150km - 800km) となる。これにより、昼間と夜間では電波の伝播状態が変化する。このことは地球上の昼半球と夜半球では伝搬状況が異なることを意味する。また約11年周期の太陽黒点の増減によっても大きく変化する。このことを太陽活動周期(サイクル)といい、1986年の太陽黒点極小期から始まり1989年の極大期を含む周期をサイクル22(第22太陽周期)、同様に1996年から始まる周期をサイクル23(第23太陽周期)、2008年から始まる周期をサイクル24(第24太陽周期)…という。なお、マウンダー極小期が終わったあとの1755年から1766年までの周期が伝統的にサイクル1(第1太陽周期)とされている。

## 電離層による電波の伝わり方

### 周波数による違い

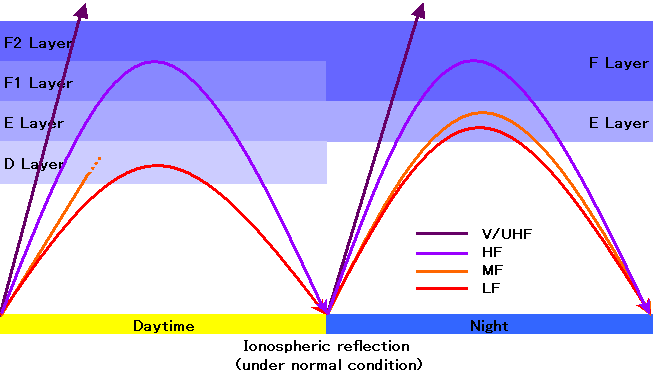
平常伝播状態における、電波の周波数帯別電離層反射

- 超長波(30kHzより低い周波数)は、電離層の影響をあまり受けない。
- 長波(Low Frequency)は、地球の昼半球ではD層で反射して、D層が消滅する夜半球ではE層で反射される（中波に似る）。
- 中波(Medium Frequency)は、地球の昼半球ではD層で減衰されてしまうため、昼半球での送信では伝播距離は地表波が届く数十キロ程度に留まるが、D層が消滅する夜半球での送受信では主にE層で反射され、数百から1000キロ以上の遠方まで届くようになる。
- 短波(High Frequency)は、常にD層を通り抜け主にF層で反射されるが、昼半球と夜半球では電離層の状態が異なるので伝わり方が変わる（昼半球では高い周波数が、夜半球では低い周波数が反射されるようになる）。
- VHF・UHF以上の高い周波数（短い波長）の電波は、電離層を通り抜けてしまうので遠くには伝わらない（地上用としては、基本的に見渡せる距離しか伝わらない）。逆に、電離層を通り抜ける性質を使い、人工衛星や電波天文学など宇宙との通信に利用される。但し、電離層を通り抜けている間は、伝播速度が遅くなるため、GPSでは測位誤差の原因になる。

### 電波の入射、吸収、反射
電波は電離層に入射すると、電離層により吸収、屈折、反射される。それぞれの割合は、電離層の電子密度、電波の周波数、電波の入射角に依存する。電波の入射角が全反射の条件を満たすと入射したエネルギーが吸収も屈折もされることなく、すべて反射されることがある。これは空気から水に入った光が吸収されたり反射したり屈折したりする現象とほぼ同様である。電離層が電波を反射する条件が整った場合、地上からやってきた電波が電離層に入射すると、今まで通ってきた空気中よりも電子の数が急激に増すため、電波はそのスピードを失う。最終的に電波は電離層に反射させられ、再び地上に戻ってくる。電離層への入射角により、電波の一部は電離層により吸収されたり、屈折して宇宙空間に伝わったり、反射されたりする。
電波が電離層を透過する際に受ける減衰を第一種減衰、電離層を反射する際に受ける減衰を第二種減衰という。反射による減衰が急激に増加する周波数を最高使用周波数 (MUF) といい、短波ではその85%の周波数を最適使用周波数 (FOT) としている。最適使用周波数では電離層反射を最も効率的に利用でき、遠距離通信に適しているが、コンディションが変化して最高使用周波数が低下すると、突然電離層反射が利用できなくなることも起こり得る。

### 正割法則
電離層に対する電波の入射角を{\displaystyle \theta }とする。電波が電離層に対して垂直に入射した場合に ({\displaystyle \theta =0}) 反射される最大の周波数（臨界周波数）を{\displaystyle f_{0}}とすると、電波が電離層に対して斜めに入射した場合には、反射される最大の周波数は{\displaystyle f_{0}\sec \theta }となる。正割の関係があることから正割法則（セカント法則）と呼ぶ。
実際には地球が球形であるため{\displaystyle \sec \theta }の上限があること、電界強度は周波数の4乗に反比例することから、電離層反射による伝播のおおよその距離、および電離層反射を利用できる実用上の上限の周波数が推測される。例えば、50MHz帯でスポラディックE層による異常伝播が発生する確率に対する144MHz帯でスポラディックE層による異常伝播が発生する確率の比は (50/144)4 ≒ 1/69 と見積もりできる。

## スポラディックE層
突発的・局地的に100km程度の高度に発生する、非常に密度の高い電離層をスポラディックE層と呼ぶ。この層の状態によっては、通常は電離層で反射されない超短波 (VHF) が反射され、テレビやラジオの放送などで予期しない混信が生じることがある。

## デリンジャー現象
太陽フレアが起きると、電離層の電子密度は通常よりも高くなる。この状態では地上からの電波は電離層に反射されずに吸収され、短波を用いた長距離通信に障害をもたらすことがある。これをデリンジャー現象と呼ぶ。

## 地震との関係
近年、電離層の異常と大地震との関連性が指摘されている。これまでにも1993年に発生した北海道南西沖地震では地震発生の1週間前からLFとVLFの著しい増加があったという記録と共に1995年に発生した兵庫県南部地震では地震発生の6時間半前に録画されたテレビ番組にノイズが入る等、前兆現象を捉えていたという報告もある。北海道大学の日置幸介教授（地球物理学）の調査によると、2011年3月の東北地方太平洋沖地震発生の40分前から、震源域上空において電離層の電子密度が周囲より最大1割ほど高くなっていた事が確認されている。2010年のチリ地震(M8.8)、2004年のスマトラ島沖地震(M9.1)においても、同様の変化が起きている。ただし、2003年の十勝沖地震(M8.0)では微増だった。日置教授は「メカニズムは不明だが、巨大地震の直前予知には有望な手法だ」と期待している。なお、電気通信大学の早川正士教授（地震電磁気学）も前述の東北地方太平洋沖地震の5日前に電離層の異常が起きていたと述べている。また、地電流によって生じる磁場のベクトルが地磁気を相殺または増大させる事で地磁気が変動する事により、それまで地磁気によるローレンツ力で弾かれていた宇宙線の電離層への到達量が増加あるい減少することにより電離度が変動するため、見かけ上、電離層の高度が変動するようにみえるという説がある。